# Vlag van Kent

Vlag van Kent

De vlag van Kent toont het witte paard van Kent (Saksenros) op een rood veld.
Het witte paard is verbonden met het embleem van Horsa, de broer van Hengest, die koning Vortigern nabij Aylesford versloeg. Deze gebeurtenis uit de 5e eeuw wordt gezien als het begin van de invasie van de Angelsaksen in Engeland. De eerste bekende verwijzing stamt echter uit Richard Verstegans Restitution of Decayed Antiquities uit 1605. Dit boek toont een gravure van de landing van Hengist en Horsa in Kent onder een banier met daarop het witte paard.
Het paard staat ook op het wapen van de bestuursraad van Kent alsmede andere Kentse organisaties zoals de University of Kent.